# Емблема Катару
Герб Катару (араб. شعار قطر‎) — один з офіційних символів держави Катар.

## Опис
Дві пересічених білих мечі-шаблі в жовтому колі. Між мечами є вітрильне судно (dhow) пропливаюче на синіх і білих хвилях біля острова із двома пальмами. Коло оточене круглим об'єктом форми пончика, що розділений горизонтально. У білій секції ім'я держави: Катару написано коричневим шрифтом Kufi й у коричневій секції, англійський переклад (держава Катар) написаний білим шрифтом. Герб є й без англійського перекладу, середнє коло є іноді жовтим, і мечі-шаблі іноді коричневі (замість білого).
Герб уведений в 1976 і замінив іншу емблему (яка використалася з 1966), і складався із двох мечів схильності, однієї перлової раковини й двох пальмових галузей з написом: Катар.